# Gentamicin
Gentamicin je aminoglikozidni antibiotik, ki se uporablja za zdravljenje več vrst bakterijskih okužb. Te vključujejo okužbe kosti, endokarditis, medenično vnetno bolezen, meningitis, pljučnico, okužbe sečil in sepso. Za gonorejo ali klamidijske okužbe ni učinkovit. Lahko se ga daje intravensko, z injiciranjem v mišico ali lokalno. Lokalne oblike se lahko uporabljajo pri opeklinah ali okužbah zunaj očesa. V razvitem svetu se pogosto uporablja le dva dneva, dokler se ne določi bakterijskih kultur, s tem pa tudi, na katere specifične antibiotike so občutljive. Potreben odmerek je treba spremljati s testiranjem krvi.
Gentamicin lahko povzroči težave z notranjim ušesom in z ledvicami. Problemi z notranjim ušesom vključujejo težave z ravnotežjem in s sluhom. Te so lahko trajne. V primeru uporabe med nosečnostjo lahko škoduje otroku, medtem ko je varen za uporabo med dojenjem. Gentamicin spada med aminoglikozide in deluje tako, da bakterijam prepreči proizvodnjo proteinov, kar bakterije običajno ubije.
Gentamicin naravno proizvaja bakterija Micromonospora purpurea. Patentiran je bil leta 1962, dovoljenje za medicinsko uporabo pa je prejel leta 1964. Pridobiva se s preluknjanjem celične stene bakterije Micromonospore. Trenutno potekajo raziskave, s katerimi želijo odkriti biosintezo tega antibiotika, s čimer bi lahko povečali izražanje in izločanje v večjem titru. Nahaja se na seznamu osnovnih zdravil Svetovne zdravstvene organizacije. Uvršča ga med kritično pomembne za humano medicino. Na voljo je tudi kot generično zdravilo.

## Medicinska uporaba
Gentamicin deluje proti širokemu spektru predvsem gramnegativnih bakterij, kot so Pseudomonas, Proteus, Escherichia coli, Klebsiella pneumoniae, Enterobacter aerogenes, Serratia in grampozitivni stafilokoki. Uporablja se pri zdravljenju okužb dihalnih poti, sečil, krvi, kosti in mehkih tkiv, ki jih povzročijo te občutljive bakterije.
Ni zadostnih dokazov v podporo uporabi gentamicina kot prve vrste zdravljenja pri okužbi z Neisserio gonorrheo. Ne uporablja se za okužbe z Neisserio meningitidis ali Legionello pneumophilo zaradi tveganja, da bi oseba prešla v šok zaradi lipidnega endotoksina A, ki ga izločajo nekatere gramnegativne bakterije. Učinkovit pa je proti Yersinii pestis (povzročiteljici kuge) in njenim sorodnim bakterijam ter Franciselli tularensis, ki povzroča tularemijo predvsem pri lovcih.
Nekateri mikroorganizmi, ki so predstavniki Enterobacteriaceae, Pseudomonas spp., Enterococci, Staphylococcus aureus in drugi stafilokoki, so različno odporni na gentamicin sulfat.

### Posebne populacije

#### Nosečnost in dojenje
Gentamicin ni priporočljiv med nosečnostjo, razen če koristi pretehtajo tveganja za mater. Gentamicin lahko prehaja skozi posteljico. Obstaja več poročil o ireverzibilni (nepopravljivi) obojestranski prirojeni gluhosti pri otrocih. Intramuskularna injekcija gentamicina pri materah lahko povzroči šibkost mišic pri novorojenčku.
Varnost in učinkovitost gentamicina pri doječih materah nista bili dokazani. Zaznavne ravni gentamicina najdemo v materinem mleku in pri dojenčkih, ki se še dojijo.

#### Starejši
Pri starejših je treba pred začetkom zdravljenja in med zdravljenjem preveriti ledvično delovanje zaradi možnosti zmanjšanja hitrosti glomerulne filtracije. Pri tej populaciji lahko ravni gentamicina v telesu ostanejo povišane dlje časa. Gentamicin je treba uporabljati previdno pri osebah z ledvično, slušno, vestibularno ali nevromuskularno disfunkcijo.

#### Otroci
Gentamicin ni primeren za uporabo pri otrocih, vključno z dojenčki. Študije so pokazale višje ravni v serumu in daljšo razpolovno dobo pri tej populaciji. Med zdravljenjem je treba redno preverjati delovanje ledvic. Dolgoročni učinki zdravljenja lahko vključujejo izgubo sluha in težave z ravnotežjem. Pri uporabi v obliki injekcije so poročali o hipokalciemiji, hipokaliemiji in mišični oslabelosti.

## Kontraindikacije
Gentamicina se ne sme uporabljati pri osebi, ki je v preteklosti doživela anafilaktični šok ali drugo resno toksično preobčutljivostno reakcijo na gentamicin ali kateri drugi aminoglikozid. Pri ljudeh z miastenijo gravis in drugimi živčno-mišičnimi motnjami je potrebna večja previdnost, saj obstaja tveganje za poslabšanje šibkosti. Gentamicinu se je treba izogibati tudi pri predpisovanju empiričnih antibiotikov v primeru možnega botulizma pri dojenčkih (ampicilin z gentamicinom se pogosto uporablja kot empirična terapija pri dojenčkih) tudi zaradi poslabšanja nevromuskularne funkcije.

## Neželeni učinki
Neželeni učinki gentamicina so lahko od manj hudih, kot sta slabost in bruhanje, do hudih reakcij, kot so:
- slaba krvna slika,
- alergične reakcije,
- živčno-mišične težave,
- poškodbe živcev (nevropatija),
- poškodba ledvic (nefrotoksičnost),
- bolezni ušes (ototoksičnost).

Strokovnjaki menijo, da sta nefrotoksičnost in ototoksičnost povezana z večjimi odmerki zdravila, ki povzročajo večjo možnost za toksičnost. Ti dve toksičnosti se lahko pokažeta kasneje, včasih šele po zaključku zdravljenja.

### Poškodbe ledvic
Poškodbe ledvic se pojavijo pri 10–25 % ljudi, ki prejemajo aminoglikozide, in gentamicin spada med najbolj nefrotoksične med njimi. Pogosto je akutna nefrotoksičnost reverzibilna (popravljiva), vendar je lahko smrtna. Na tveganje za nefrotoksičnost lahko vplivajo odmerek, pogostost, trajanje terapije in sočasna uporaba določenih zdravil, kot so nesteroidna protivnetna zdravila, diuretiki, cisplatin, ciklosporin, cefalosporin, amfotericin, jodni kontrastni medij in vankomicin.
Dejavniki, ki povečujejo tveganje za nefrotoksičnost, so:
- višja starost,
- zmanjšana ledvična funkcija,
- nosečnost,
- hipotiroidizem,
- jetrna disfunkcija,
- pomanjkanje volumna,
- presnovna acidoza,
- pomanjkanje natrija.

Ledvično disfunkcijo spremljamo z merjenjem kreatinina v krvi, ravni elektrolitov, izločanjem urina, penjenjem urina (ki kaže na prisotnost proteinov v urinu) in koncentracijami drugih snovi v krvi, kot je npr. urea.

### Notranje uho
Pri 11 % ljudi, ki jemljejo aminoglikozide, pride do poškodb notranjega ušesa. Pogosti simptomi so tinitus, izguba sluha, vrtoglavica, težave s koordinacijo in omotica. Kronična uporaba gentamicina lahko vpliva na dve področji: lahko poškoduje celice dlačnice v notranjem ušesu in povzroči nepopravljivo izgubo sluha, lahko pa poškoduje vestibularni aparat v notranjem ušesu in povzroči motnje ravnotežja. Hidracija (uživanje zadostne količine tekočin) zmanjša tveganje za ototoksičnost.
Dejavniki, ki povečujejo tveganje za poškodbe notranjega ušesa, so:
- višja starost,
- visoka raven sečne kisline v krvi,
- disfunkcija ledvic,
- disfunkcija jeter,
- višji odmerki,
- dolgotrajna terapija,
- sočasno jemanje močnih diuretikov (npr. furosemid).

## Farmakologija

### Mehanizem delovanja
Gentamicin je baktericidni antibiotik, ki deluje tako, da veže podenoto 30S bakterijskega ribosoma, s čimer prekine sintezo beljakovin. Splošno sprejeta teorija je, da primarni mehanizem delovanja deluje prek ablacije zmožnosti ribosoma, da razlikuje pravilne interakcije prenosne RNK (tRNA) in informacijske RNK (mRNA). Če se nepravilna tRNA združi s kodonom mRNA na aminoacilnem mestu ribosoma, sta običajno adenozina 1492 in 1493 izključena iz interakcije in se umakneta, kar signalizira ribosomu, da zavrne termo-nestabilni kompleks aminoaciliranega tRNA razteznega faktorja. Ko pa se gentamicin veže na vijačnico 44 na 16S rRNA, prisili adenozine, da ohranijo položaj, ki ga zavzamejo, ko pride do pravilnega ali sorodnega ujemanja med aa-tRNA in mRNA. To vodi do sprejemanja nepravilnih aa-tRNA, kar povzroči, da ribosom sintetizira beljakovine z napačnimi aminokislinami (približno ena od 500). Nefunkcionalni napačno prevedeni proteini se napačno zvijejo in združijo, kar sčasoma privede do smrti bakterije. Poleg tega so znanstveniki opazili, da lahko gentamicin povzroči znatno upočasnitev celotne stopnje raztezanja peptidnih verig v živih bakterijskih celicah, neodvisno od napačne vključitve aminokislin. Ta ugotovitev kaže, da gentamicin ne povzroči le napake v sintezi beljakovin, ampak tudi na splošno ovira učinkovitost samega procesa prevajanja. Dodaten mehanizem je bil ugotovljen na podlagi kristalnih struktur gentamicina v sekundarnem vezavnem mestu na vijačnici 69 na 23S rRNA, ki medsebojno deluje z vijačnico 44 in proteini, ki prepoznajo stop kodone. Znanstveniki menijo, da gentamicin na tem sekundarnem mestu preprečuje interakcije ribosoma s faktorji recikliranja ribosoma, zaradi česar dve podenoti ribosoma ostaneta zapleteni tudi po končanem prevajanju, kar ustvarja skupino neaktivnih ribosomov, ki ne morejo več znova sprožiti in prevesti novih beljakovin.

## Kemija

### Struktura
Ker je gentamicin pridobljen iz bakterije vrste Micromonospora, je osnovni gradnik tega antibiotika aminociklitol 2-deoksistreptamin. Ta obroč s šestimi ogljikovimi atomi je na položajih ogljika 4 in 6 substituiran z molekulama amino sladkorja, in sicer cikličnim purpurozaminom oziroma garosaminom. Kompleks gentamicina je diferenciran na pet glavnih komponent (C1, C1a, C2, C2a, C2b) in več manjših komponent s substitucijo enote purpurozamina pri ogljiku 6', ki je na sliki na desni označena z R1 in R2. Ta imata lahko različne substitucije za nekatere vrste v kompleksu gentamicina (prikazano v tabeli).
| C kompleks | R1              | R2              |
| ---------- | --------------- | --------------- |
| C1         | Metilna skupina | Metilna skupina |
| C1a        | Vodik           | Vodik           |
| C2         | Vodik           | Metilna skupina |
| C2a        | Vodik           | Metilna skupina |
| C2b        | Metilna skupina | Vodik           |

### Komponente
Gentamicin je sestavljen iz številnih povezanih gentamicinskih sestavin in frakcij, ki imajo različno stopnjo protimikrobne učinkovitosti. Glavne sestavine vključujejo dele kompleksa gentamicina C: gentamicin C1, gentamicin C1a in gentamicin C2, ki predstavljajo približno 80 % gentamicina in za katere so ugotovili, da imajo najvišjo antibakterijsko aktivnost. Gentamicin A, B, X in še nekaj drugih sestavljajo preostalih 20% gentamicina in imajo nižjo antibakterijsko aktivnost kot kompleks gentamicina C. Natančna sestava danega vzorca ali serije gentamicina ni natančno opredeljena, raven sestavin gentamicina C ali drugih sestavin v gentamicinu pa se lahko razlikuje od serije do serije, odvisno od proizvajalca gentamicina ali postopka izdelave. Zaradi teh razlik v seriji je težko proučiti različne lastnosti gentamicina, vključno s farmakokinetiko in občutljivostjo mikroorganizmov nanj, če gre za neznano kombinacijo kemično povezanih, vendar različnih spojin.

### Biosinteza
Popolna biosinteza gentamicina ni povsem pojasnjena. Geni, ki nadzirajo biosintezo gentamicina, so še posebej zanimivi zaradi težav pri pridobivanju antibiotika v proizvodnji. Ker se gentamicin zbira na celični površini, je treba celično površino nekako preluknjati, da dobijo antibiotik. Mnogi menijo, da bi se količina gentamicina, zbranega v proizvodnji, lahko povečala, če bi se geni identificirali in preusmerili k izločanju antibiotika namesto zbiranja gentamicina na celični površini. Literatura se prav tako strinja s potjo biosinteze gentamicina, ki se začne z D-glukozo-6-fosfatom, ki je defosforiliran, transaminiran, dehidrogeniran in končno glikoziliran z D-glukozaminom, da se ustvari paromamin znotraj Micromonospore echinospore. Dodatek D-ksiloze vodi do prvega vmesnega produkta poti kompleksa gentamicina C, to je gentamicina A2. Gentamicin A2 je C-metiliran in epimeriziran v gentamicin X2, prvo razvejno točko te poti biosinteze.
Ko na X2 deluje od kobalamina odvisen radikal S-adenozil-L-metionin encim GenK, se položaj ogljika 6' metilira, da nastane farmakološko aktiven vmesni produkt G418. Ta je nato podvržen dehidrogenaciji in aminaciji na položaju C6' z genom za dehidrogenazo GenQ, da se ustvari farmakološko aktiven JI-20B, čeprav naj bi bil vmes še en vmesni produkt, in sicer 6'-dehidro-6'okso-G418 (6'DOG). Gen GenB1 velja za njegov aminacijski gen. JI-20B je dehidroksiliran in epimeriziran v prvo komponento kompleksa gentamicina C, to je gentamicin C2a, ki je nato podvržen epimerizaciji z GenB2 in nato N-metilaciji z nepotrjenim genom, da nastane končni produkt v tej točki razvejanja, gentamicin C1.
Ko X2 obide GenK in ga encim GenQ neposredno dehidrogenira in aminira, nastane drugi farmakološko pomemben vmesni produkt JI-20A. Dodatno je bil identificiran še en vmesni produkt na tej stopnji, 6'-dehidro-6'-okso-gentamicin X2 (6'-DOX), za katerega se encim GenB1 predvideva kot aminacijski encim. JI-20A se nato dehidroksilira v prvo komponento kompleksa gentamicina C za to vejo poti, gentamicin C1a, in sicer preko katalitične reakcije z GenB4. C1a je nato podvržen N-metilaciji z nepotrjenim encimom, da nastane končna komponenta, gentamicin C2b.

#### Fermentacija
Gentamicin se sintetizira samo s potopno fermentacijo, za anorganske vire hranil pa so ugotovili, da zmanjšajo njegovo proizvodnjo. Pri tradicionalni fermentaciji je bila uporabljena goveja juha iz kvasa, vendar so bile opravljene raziskave o optimizaciji rastnega medija za proizvodnjo kompleksa gentamicina C, ker je kompleks C trenutno edina farmacevtsko pomembna komponenta. Glavne sestavine rastnega medija so viri ogljika, predvsem sladkorji, vendar je več študij ugotovilo povečano proizvodnjo gentamicina z dodajanjem rastlinskega in ribjega olja ter zmanjšano proizvodnjo gentamicina z dodatkom glukoze, ksiloze in več karboksilnih kislin. Tripton in različne oblike kvasovk in derivatov kvasovk se tradicionalno uporabljajo kot vir dušika v rastnem mediju, vendar so se številne aminokisline, sojina moka, koruzna tekočina za namakanje, amonijev sulfat in amonijev klorid izkazali za koristne dodatke. Fosfatni ioni, kovinski ioni (kobalt in nekaj drugih v nizki koncentraciji), različni vitamini (večinoma vitamini B), purinske in pirimidinske baze so prav tako dodani v rastni medij za povečanje proizvodnje gentamicina, vendar je meja povečanja odvisna od vrste Micromonospore in drugih komponent v rastnem mediju. Pri vseh teh zgoraj omenjenih dodatkih sta pH in prezračevanje ključna dejavnika, ki vplivata na količino proizvedenega gentamicina. Razpon pH od 6,8 do 7,5 se uporablja za biosintezo gentamicina, prezračevanje pa je določeno z neodvisnim eksperimentiranjem, ki je odvisno od vrste rastnega medija in vrste Micromonospore.

## Zgodovina
Gentamicin se proizvaja s fermentacijo bakterije Micromonospora purpurea. Leta 1963 so ga odkrili Weinstein, Wagman in sodelavci v tovarni družbe Schering Corporation v Bloomfieldu v New Jerseyju, ko so delali raziskave z izvornim materialom (vzorci prsti), ki jih je zagotovil Rico Woyciesjes. Ko M. purpurea raste v kulturi, je živo vijolične barve, zato je gentamicin dobil takšno ime. Kasneje so ga očistili in določili strukture njegovih treh komponent Cooper in sodelavci, prav tako v tovarni družbe, v kateri je bil odkrit. Sprva so ga uporabljali za lokalno zdravljenje opeklin v enotah za opekline v Atlanti in San Antoniu, v intravensko uporabo pa so ga uvedli leta 1971. Še vedno predstavlja temelj zdravljenja v primeru sepse.
Sintetizira ga bakterija iz rodu Micromonospora, ki spada med grampozitivne bakterije, ki so široko prisotne v okolju (v vodi in zemlji). Po mnenju odbora Ameriškega zdravniškega združenja za generična imena antibiotiki, ki jih ne proizvajajo bakterije iz rodu Streptomyces, ne smejo uporabljati črke y v končnici imena. Za namen izpostavitve njihovega specifičnega biološkega izvora se gentamicin in drugi sorodni antibiotiki, ki jih proizvaja ta rod (verdamicin, mutamicin, sisomicin, netilmicin in retimicin), končajo na -micin in ne na -mycin.

## Raziskave
Gentamicin se uporablja tudi v raziskavah v molekularni biologiji kot antibakterijsko sredstvo v tkivnih in celičnih kulturah za preprečevanje kontaminacije sterilnih kultur. Gentamicin je eden redkih toplotno stabilnih antibiotikov, ki ostanejo aktivni tudi po avtoklaviranju, zaradi česar je še posebej uporaben pri pripravi nekaterih mikrobioloških rastnih medijev.